# Lodewijk van Edingen
Lodewijk van Brienne (overleden te Conversano op 17 maart 1394) was van 1381 tot aan zijn dood graaf van Brienne, heer van Edingen en titulair hertog van Athene. Hij behoorde tot het huis Edingen.

## Levensloop
Lodewijk was de vierde zoon van heer Wouter III van Edingen en diens echtgenote Isabella, dochter van graaf Wouter V van Brienne. Toen zijn moeder in 1356 de erfenis van haar broer Wouter VI van Brienne verdeelde onder haar zoons, kreeg Lodewijk het graafschap Conversano.
Nadat Filips II van Tarente in 1370 de onbetwiste controle had verworven over Achaea benoemde hij Lodewijk tot zijn baljuw in het vorstendom, wat hij bleef tot in 1371. Ook was hij de baljuw over de heerlijkheden Argos en Nauplion, die geregeerd werden door zijn broer Gwijde. In die periode schreven Lodewijk en zijn broers een brief naar de doge van Venetië om hulp te vragen voor de herovering van het hertogdom Athene, dat tot in 1311 in handen was van zijn familie, maar veroverd werd door de Catalaanse Compagnie. Dit bleek echter tevergeefs.
Na de dood van zijn neef Wouter VII van Brienne in 1381 erfde Lodewijk het graafschap Brienne en de heerlijkheid Edingen, net als de aanspraken op het hertogdom Athene. Hetzelfde jaar was hij een van de stichters van de Orde van het Schip van koning Karel III van Napels. 
Lodewijk stierf zonder overlevende mannelijke nakomelingen. Na zijn overlijden in 1394 werden zijn domeinen geërfd door zijn dochter Margaretha en haar echtgenoot Jan van Luxemburg-Ligny.

## Huwelijk en nakomelingen
Hij huwde met Johanna van Sanseverino, dochter van Anton van Sanseverino, graaf van Marsico, met wie hij vier dochters en een zoon kreeg:
- Margaretha (1365 - na 1397), huwde eerst met Peter van Baux, daarna met Giacopo van Sanseverino en uiteindelijk in 1387 met Jan van Luxemburg-Ligny
- Yolande, huwde met Filips van Bar
- Helena
- Isabella
- Anton, op zestienjarige leeftijd overleden